# Hayao Kawabe
Hayao Kawabe (jap. 川辺 駿, Kawabe Hayao; * 8. September 1995 in Hiroshima, Präfektur Hiroshima) ist ein japanischer Fußballspieler.

## Karriere

### Verein
Hayao Kawabe erlernte das Fußballspielen in der Jugendmannschaft des Erstligisten Sanfrecce Hiroshima. Hier unterschrieb er 2013 auch seinen ersten Profivertrag. Der Verein aus Hiroshima, einer Hafenstadt im Südwesten der japanischen Hauptinsel Honshū, spielte in der höchsten Liga des Landes, der J1 League. 2013 wurde er mit Hiroshima japanischer Meister und Kawabe absolvierte in dieser Spielzeit drei Ligapartien sowie zwei in der AFC Champions League. Im folgenden Jahr stand er dann auch einmal bei der J.League U-22 Selection in der J3 League auf dem Feld. Von März 2015 bis Ende der Saison 2017 wurde er an den Zweitligisten Júbilo Iwata nach Iwata ausgeliehen. Dort wurde er 2015 Vizemeister und stieg in die erste Liga auf. Anschließend kehrte er zu Hiroshima zurück und spielte dort weitere viereinhalb Jahre. Im Sommer 2021 gab der Erstliga-Aufsteiger Grasshopper Club Zürich aus der Schweiz die Verpflichtung des Mittelfeldspielers bekannt. Doch schon sechs Monate später wechselte er zu den Wolverhampton Wanderers in die englische Premier League, doch diese liehen ihn bis zum Saisonende wieder an die Grasshoppers aus.
Anfang Juli 2023 wechselte er zum belgischen Erstdivisionär Standard Lüttich, wo er einen Vertrag mit einer Laufzeit von vier Jahren unterschrieb. In seiner ersten Saison bestritt er 36 von 40 möglichen Ligaspielen, in denen er sieben Tore schoss, sowie ein Pokalspiel. Nach einer Spielzeit kehrte er im Sommer 2024 zu seinem ehemaligen Verein Sanfrecce Hiroshima zurück. Am Ende der Saison 2024 wurde er mit Sanfrecce Hiroshima Vizemeister der Liga. Am 8. Februar 2025 gewann er mit Sanfrecce Hiroshima den japanischen Supercup. Das Spiel gegen den Meister Vissel Kōbe gewann man mit 2:0.

### Nationalmannschaft
Am 25. März 2021 gab Kawabe sein Debüt für die japanische A-Nationalmannschaft im Testspiel gegen Südkorea. Beim 3:0-Sieg in Yokohama wurde er in der 86. Minute für Hidemasa Morita eingewechselt. Bei seinem zweiten Einsatz in der WM-Qualifikation gegen Tadschikistan (4:1) schoss er sein erstes Tor für die Auswahl. 

## Erfolge
Sanfrecce Hiroshima
- Japanischer Meister: 2013
- Japanischer Vizemeister: 2024
- Japanischer Supercup-Sieger: 2025